# Исабела (город)
Исабела (чабак. Ciudad de Isabela, таг. Lungsod ng Isabela) — город на Филиппинах, административный центр провинции Басилан. Город расположен в северной части острова Басилан, на побережье. Через пролив Басилан к северу от него находится Замбоанга-Сити.

## Общая характеристика
Административно островная провинция относится к региону Мусульманского Минданао, но Исабела не входит в этот регион, а подчиняется властям региона Полуостров Замбоанга.
Политически в Исабеле наибольшую роль играли военные силы. В истории Басилана постоянно не прекращались конфликты, порождаемые сепаратистами моро. В недавние времена группы исламских фундаменталистов устраивали вооруженные столкновения. Сегодня большое влияние начала оказывать католическая церковь, а также исламские муфтии и имамы. В производстве и торговле наиболее тесны связи с Восточной Азией, Китаем, Кореей, Тайванем.
Мэр — Чериллин Сантос Акбар.
- Площадь — 223,73 км² (86.4 кв. миль)
- Общая численность населения — 87 985 жит. (2007)
- Плотность населения 393,3 ч./кв.км (1 018,5 ч./кв милю)

## Народ
Название Исабела переводится как «Вдохновленная богом» с древне-еврейского, в честь испанской королевы.
Общая численность населения 87 985 чел. (перепись 2007 г.), в городе насчитывается 13 753 хозяйств. 73 % относится к христианам, в основном к Римско-католической церкви), и 27 % — мусульмане. Наиболее крупные этнические группы — замбоангеньо, таусуг (с островов Сулу)и бисайя. В меньшей степени здесь расселены яканы, самаль, баджао, марано, илонго, илокано, тагалы и китайцы.

## Образование и здравоохранение
Среди общественных учебных заведений важнейшие — Басиланская высшая школа и Басиланский государственный колледж. Город обеспечен и частными начальными, средними школами и колледжами.
В городе представлен ряд медицинских учреждений: Мемориальный госпиталь Хуана Алано, мемориальный госпиталь д-ра Алехандро Инфанте, Басиланский общественный госпиталь, и другие.

## Природа
Характер местности в Исабеле иррегулярный. Преобладает холмистый ландшафт. Климат классифицируется, как климат III типа, в котором не выделяется конкретного влажного периода, осадки распределяются в течение всего года, но выделяется короткий сухой период продолжительностью от 1 до 3 месяцев.

## Экономика
Деловой сектор Исабелы представлен Басиланской Палатой торговли и промышленности, основанной в 1975 г. Более 90 % сельскохозяйственных угодий принадлежит жителям Исабелы, относящимся к католической церкви. Национальные меньшинства занимаются своими промыслами. Китайцы в основном заняты в торговле. Среди служащих правительственных учреждений преобладают чавакано. Таусуги и маранао содержат мелкие торговые предприятия или заняты рыбной ловлей. Различные мелкие предприятия, мелкие фермы принадлежат висайя. Яканы в большей мере заняты производством и продажей копры.